# Амбасада Кеније у Џуби
Амбасада Кеније у Џуби (енгл. Kenyan Embassy in Juba) је дипломатско представништво Кеније које се налази у главном граду афричке државе Јужни Судан, Џуби. За првог амбасадора изабран је Клеланд Лешоре.